# Tony Swift
Anthony Hugh Swift, est né le 24 mai 1959 à Preston (Lancashire, Angleterre). C’est un ancien joueur de rugby à XV, qui a joué avec l'équipe d'Angleterre, évoluant au poste de trois-quart aile. 

## Carrière
Il a disputé son premier test match le 30 mai 1981, à l’occasion d’un match contre l'équipe d'Argentine, et le dernier contre l'équipe d'Afrique du Sud, le 9 juin 1984. Il a effectué une partie de sa carrière au club de Bath Rugby.

## Palmarès
- 6 sélections avec l'équipe d'Angleterre
- Sélections par année : 2 en 1981, 3 en 1983, 1 en 1984
- Tournoi des Cinq Nations disputé :  1983